# Новосанжарський район
Новосанжа́рський райо́н розташовувався у південно-східній частині Полтавської області. Площа — 1,3 тис. км². Населення — 36,4 тис. осіб.

## Географія
Поверхня району — рівнинні тераси річки Ворскла. Площа водного простору — 1572 га; 6 річок (найбільші — річки Ворскла, Оріль).
Ґрунти чорноземні звичайні та типові, є лучно-чорноземні.
Корисні копалини: нафта, природний газ, мінеральні солі, торф, глина, пісок, мінеральна вода.
Малоперещепинський болотний заказник державного значення перебував на території Новосанжарського району (нині — Полтавського району).

## Історія
На території району археологічними розкопками виявлено поселення доби неоліту, пізньої бронзи, скіфів, сарматів, черняхівської культури, давньоруські поселення. Назва «Санжари» тюркського походження. Існує версія, що назва з'явилася у 1242 році, коли в цій місцевості зимувала орда. Саме поселення під сучасною назвою було засновано вихідцями із Старих Санжар. У період козацтва перебували у складі Полтавського полку.

## Адміністративний поділ
Районний центр — селище Нові Санжари (відстань до Полтави залізницею — 37 км, автошляхом М22 — 36 км). На території району налічувалось 79 сіл, які підпорядковувалися 29 сільським радам.

## Населення
Розподіл населення за віком та статтю (2001):
| Стать | Всього | До 15 років | 15-24 | 25-44 | 45-64 | 65-85 | Понад 85 |
| --- | ------ | ----------- | ----- | ----- | ----- | ----- | -------- |
| Чоловіки | 17 949 | 3292        | 2140  | 5245  | 4587  | 2566  | 119      |
| Жінки | 22 028 | 3284        | 2031  | 5310  | 5580  | 5180  | 643      |
| \| Статево-вікова піраміда \| Статево-вікова піраміда \| Статево-вікова піраміда \| \| ----------------------- \| ----------------------- \| ----------------------- \| \| Чоловіки \| Вік \| Жінки \| \| 119 \| 85 + \| 643 \| \| 198 \| 80-84 \| 776 \| \| 542 \| 75-79 \| 1525 \| \| 969 \| 70-74 \| 1680 \| \| 857 \| 65-69 \| 1199 \| \| 1581 \| 60-64 \| 2057 \| \| 787 \| 55-59 \| 1058 \| \| 1070 \| 50-54 \| 1241 \| \| 1149 \| 45-49 \| 1224 \| \| 1406 \| 40-44 \| 1412 \| \| 1420 \| 35-39 \| 1413 \| \| 1218 \| 30-34 \| 1298 \| \| 1201 \| 25-29 \| 1187 \| \| 1037 \| 20-24 \| 975 \| \| 1103 \| 15-20 \| 1056 \| \| 1453 \| 10-14 \| 1475 \| \| 1062 \| 5-9 \| 1030 \| \| 777 \| 0-4 \| 779 \| |        |             |       |       |       |       |          |
| Статево-вікова піраміда |        |             |       |       |       |       |          |
| Чоловіки | Вік    | Жінки       |       |       |       |       |          |
| 119 | 85 +   | 643         |       |       |       |       |          |
| 198 | 80-84  | 776         |       |       |       |       |          |
| 542 | 75-79  | 1525        |       |       |       |       |          |
| 969 | 70-74  | 1680        |       |       |       |       |          |
| 857 | 65-69  | 1199        |       |       |       |       |          |
| 1581 | 60-64  | 2057        |       |       |       |       |          |
| 787 | 55-59  | 1058        |       |       |       |       |          |
| 1070 | 50-54  | 1241        |       |       |       |       |          |
| 1149 | 45-49  | 1224        |       |       |       |       |          |
| 1406 | 40-44  | 1412        |       |       |       |       |          |
| 1420 | 35-39  | 1413        |       |       |       |       |          |
| 1218 | 30-34  | 1298        |       |       |       |       |          |
| 1201 | 25-29  | 1187        |       |       |       |       |          |
| 1037 | 20-24  | 975         |       |       |       |       |          |
| 1103 | 15-20  | 1056        |       |       |       |       |          |
| 1453 | 10-14  | 1475        |       |       |       |       |          |
| 1062 | 5-9    | 1030        |       |       |       |       |          |
| 777 | 0-4    | 779         |       |       |       |       |          |

Національний склад населення за даними перепису 2001 року:
| Національність | Кількість осіб | Відсоток |
| -------------- | -------------- | -------- |
| українці       | 38092          | 95,27 %  |
| росіяни        | 1381           | 3,45 %   |
| молдовани      | 134            | 0,34 %   |
| білоруси       | 82             | 0,21 %   |
| цигани         | 71             | 0,18 %   |
| інші           | 223            | 0,56 %   |

### Мова
Мовний склад населення за даними перепису 2001 року:
| Мова       | Кількість осіб | Відсоток |
| ---------- | -------------- | -------- |
| українська | 38328          | 95,86 %  |
| російська  | 1369           | 3,42 %   |
| молдовська | 92             | 0,23 %   |
| вірменська | 47             | 0,12 %   |
| білоруська | 38             | 0,1 %    |
| інші       | 109            | 0,27 %   |

## Економіка

### Промисловість
Найбільші промислові підприємства: експедиція глибокого буріння, Спільне підприємство «Полтавська газонафтова компанія», дочірнє підприємство ВАТ «Укрхудожпром» — фабрика «Червоне проміння», ВАТ «Новосанжарська меблева фабрика», ВАТ „Завод продтоварів «Ворскла»“, цех Білицького молочно-консервного комбінату.

### Сільське господарство
Спеціалізація сільського господарства вирощування зернових, технічних культур, виробництво м'яса, молока. 26 сільськогосподарських підприємств, 69 фермерських господарств, ВАТ «Новосанжарська сільгосптехніка», ВАТ «Сільгоспхімія», держлісгосп, ТОВ «Новосанжарський комбікормовий завод», ВАТ «Новосанжарське хлібоприймальне підприємство».

## Транспорт
Територією району пролягає автошлях М22E584 (Полтава — Олександрія).

## Освіта
У районі 38 загальноосвітніх шкіл, в тому числі: навчально-виховне об'єднання школа-дитсадок, навчально-виховний комплекс, 15 — I—III ступенів, 11 — I—II ступенів, 10 — I ступеня; 11 дошкільних закладів, Андріївська допоміжна школа-інтернат, Новосанжарський дитячий будинок-інтернат. Працює будинок дитячої та юнацької творчості, музична школа, кінотеатр «Санжари», 18 будинків культури, 19 клубів, 38 бібліотек, 17 музеїв на громадських засадах.

## Засоби масової інформації
Видаються щотижневі районні газета «Світлиця» та «Наша районка», чимало публікацій про район знаходять місце на сторінках газети «Ехо», функціонує районне радіомовлення.

## Заклади охорони здоров'я
У районі 7 лікарень, 6 амбулаторій, 39 фельдшерсько-акушерських пунктів, санаторій-профілакторій «Антей» (загальнотерапевтичного напрямку), будинок відпочинку «Ворскла», військовий санаторій "Медичний центр «Нові Санжари», пансіонат «Санжари», дитячі оздоровчі табори «Буревісник», «Вогнище», «Дружба», «Зміна», «Орлятко», «Фонтан».

## Політика
25 травня 2014 року відбулися Президентські вибори України. У межах Новосанжарського району було створено 49 виборчих дільниць. Явка на виборах складала — 65,67 % (проголосували 18 395 із 28 011 виборців). Найбільшу кількість голосів отримав Петро Порошенко — 51,11 % (9 401 виборців); Юлія Тимошенко — 17,70 % (3 255 виборців), Олег Ляшко — 13,28 % (2 443 виборців), Анатолій Гриценко — 4,23 % (779 виборців), Сергій Тігіпко — 3,71 % (683 виборців). Решта кандидатів набрали меншу кількість голосів. Кількість недійсних або зіпсованих бюлетенів — 1,21 %.

## Пам'ятники
У районі встановлені пам'ятники воїнам-визволителям і полеглим у роки Другої світової війни землякам, пам'ятні знаки українському козацтву, потерпілим внаслідок Чорнобильської катастрофи, воїнам-інтернаціоналістам, Т. Шевченку, пам'ятний знак академікам Левицьким, пам'ятник хліборобу. Всього — 41 пам'ятників історії та культури.

## Пам'ятки
- Пам'ятки монументального мистецтва Новосанжарського району
- Пам'ятки історії Новосанжарського району
- Звід пам′яток історії та культури України: Полтавська область, Новосанжарський район

## Відомі особи
Вихідцями з району є такі особистості:
- Коваленко Олександр Власович — двічі Герой Соціалістичної Праці —
- Коркішко Василь Анатолійович — член Спілки художників України
- Левицький Григорій Кирилович — український гравер
- Левицький Орест Іванович — історик, правознавець, археограф, архівіст і етнограф
- Мешко Оксана Яківна — відома правозахисниця і один із засновників Української гельсінської групи
- Мостовий Петро Кузьмич — дитячий письменник
- Борис Олійник — відомий поет і державний діяч
- Тарас Рибас — письменник
- Саввопуло Валентина Яківна — Заслужена артистка України
- Садовий Пилип Матвійович — повстанський отаман
- Середа М. М. — оперний співак
- Сокол Володимир Іванович — графік-плакатист
- Дмитро Янко — мистецтвознавець, заслужений діяч мистецтв України